# 栃木県立栃木商業高等学校

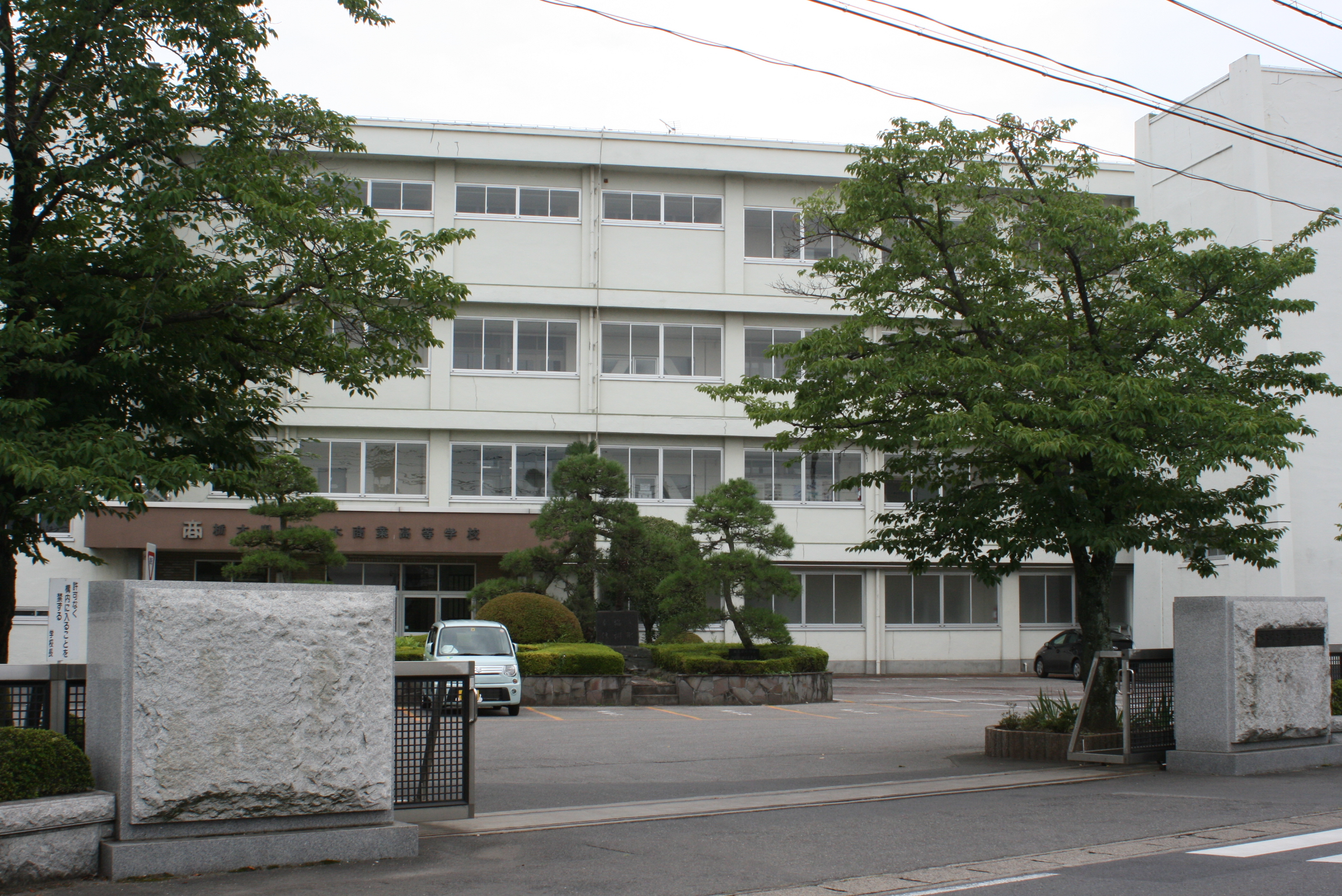
校門

栃木県立栃木商業高等学校（とちぎけんりつとちぎしょうぎょうこうとうがっこう、英: Tochigi prefectural Tochigi Commercial High School）は、栃木県栃木市片柳町五丁目1-30にある公立の専門高等学校。略称は「栃商（とちしょう）」。

## 特色

### 概要
本校は専門学科を設置する栃木県立の専門高等学校。
創立以来、単独の商業高校として、創立100年を超える独自の歴史と由緒ある伝統や文化を誇る関東に所在する商業高等学校。

男女共学であるが同じ栃木市内にある栃木工業高等学校と対照的に女子の比率が圧倒的に高くなっている。

例年11月には「栃商デパート｣（略称「栃デパ」）という経営・販売実習形式の学園祭が行われ、多くの客で賑わう。

日商簿記検定や情報処理技術者試験などの資格を取得することも可能であり、特に国家資格の基本情報技術者試験（FE）の午前科目免除制度の認定校となっていることでも知られている。

また、日商簿記検定の取得者数は多く、1985年度から2016年度までの在学中に累計で1515名を超える日商簿記検定２級取得者を輩出している。

### 建学の理想・理念
- 本校は創立時以来、「商業報国」を建学の理想[6]として据え、かかる理想は「商業などの経済活動（自利、私益）を通じて、国際社会に貢献し公益（利他）に報いる。」すなわち「経済と道徳の融和両立（報徳）[7]、あるいは経国済民、商業道徳の高揚[8]等」をその趣旨として解される。

- 本校の理念は、建学の理想の実現にあるとされている。

### 建学の精神
- 本校の原点である建学の理想を実現する目的において建学の精神として「質実剛健」「自由進取」「独立自尊」が掲げられている。[9]

### 設置学科
- 商業科
  - 総合ビジネスコース
  - 国際ビジネスコース

- 情報処理科

### 部活動

#### 運動部
- 野球部
- 女子バスケット部
- 男子バスケット部
- 卓球部
- 剣道部
- バレーボール部
- ハンドボール部
- 柔道部
- 弓道部
- フェンシング部
- バドミントン部
- 空手道部
- 女子テニス部
- 男子テニス部
- 陸上競技部

#### 文化部
- 会計研究部
- ビジネス研究部
- 情報処理研究部
- 新聞部
- 吹奏楽部
- 放送部
- 珠算電卓部
- 美術部
- 茶道部
- 華道部
- 書道部
- 英語部
- ワープロ部
- 家庭部
- JRC部

### 校歌
- 栃木商業高等学校校歌 - YouTube

原作詞：相馬御風（56歳頃の作品）
作曲：中山晋平（52歳頃の作品）
- 1940年（昭和15年）8月25日 栃木商業学校校歌制定

卒業生により母校卒業１０周年を記念して記念品として校歌を贈呈。
- 1950年（昭和25年）7月19日 歌詞一部改訂

教職員６人で構成される改訂委員で従来の歌詞を一部修正し、戦前の卒業生も戦後の在校生も共に歌える歌詞に改訂。
- 1980年（昭和55年） ３番の歌詞を一部変更

「雄姿望まば」が「雄姿望めば」に、「至誠はとわに ここに生く」が「至誠とこしへ ここに生く」に変更された。
原詞は口語自由詩を提唱した相馬御風。全3番により構成される歌詞は「みづきさやけき 大平の」で始まり、「見よや商業報国の 理想に燃ゆる吾等あり」と続き、「報徳の欣求伝統の  至誠とこしへここに生く 吾等の前途光あり」で閉じる。
数々の名歌を残した作曲家の中山晋平による付曲は、五音音階（ヨナ抜き音階）で力強く（Energico）、軽快なリズムの独特な曲調。
関係者の尽力により建学の理想、建学の精神、本校を取り巻く歴史的風土や自然も表現された旧制高校の寮歌風な趣も感じられる校歌が歌い継がれている。

### 応援歌等
- 栃木商業学校応援歌：嗚呼玉杯のメロディーに「武蔵野の果て名を負へる」で始まる歌詞。
- 栃商応援歌（昭和27年頃～）：歌詞は「椿が丘に　きたえたる　力を示せ、今ぞ今」で始まり「栃商、栃商、おお栃商」で終わる。青春の血潮を感じさせる応援歌。
- 栃商小唄：「緑したたる芝塚山を　左に廻れば俺らの学校　窓は壊れて壁には穴あき　落書模様の美しさ」等の歌詞。「ズンドコ節」の節回しで、戦後に先輩から後輩へ歌い継がれていた。
- 栃商数え歌：戦前から歌われていた。
- 応援団の「そろばんおどり」

### 校章
- 「商」の文字を図案化したもの。

「商」の字の校章は、「商業報国の理想」の表現であり、飾り気のないデザインは、至誠、勤倹力行、質実剛健の精神や自由進取の気骨、独立自尊の気概にも通じる。帽章は校章と同一の図案。

### 胸章
- 「商」の校章を赤色で示し、これを校地の「椿の宮」の地名に由来する白椿の花で囲んだもの。

1950年（昭和25年）女子部併置の際、その第一期生が授業の傍ら、何度も図案を練り直して完成。

### 校花
- ｢椿の花」

1997年（平成9年）4月制定

由来は現在の校地「椿の宮」。

### マスコットキャラクター
- 「商吉」[12]

2005年（平成17年）第19回「栃商デパート」の開催にあたり、戸来香奈子によりイメージキャラクターとして考案された。

### 校地
- 校地及びその周辺は「椿の宮」とも呼ばれる。

### 周辺
- 芝塚山公園[13]

### 最寄り駅
- JR、東武栃木駅（徒歩約20分）

### 同窓会
- 「栃木県立栃木商業高等学校同窓会」と称している。

## 略年表
- 1917年（大正 6年）：栃木実業補習学校として創立。
- 1922年（大正11年）：栃木実業補習学校が閉校。栃木町立商業学校が開校。
- 1925年（大正14年）：第１回「販売実習イベント」開催。
- 1940年（昭和15年）：校歌制定。
- 1944年（昭和19年）：栃木工業高校開設。
- 1946年（昭和21年）：栃木工業高校廃止。栃木商工学校に統合。
- 1948年（昭和23年）：学制改革により栃木商業高等学校となり、工業科廃止。
- 1948年（昭和23年）：「生徒議会」設置。（昭和20年代：「クラス対抗討論会」開始）
- 1949年（昭和24年）：「生徒会」発足。
- 1949年（昭和24年）：「栃木商業高等学校 存置運動」展開。
- 1950年（昭和25年）：県移管に伴い、栃木県立栃木商業高等学校となる。
- 1951年（昭和26年）：「創立30周年・県移管」記念式典挙行。
- 1960年（昭和35年）：「卒業論文」開始。
- 1965年（昭和40年）：生徒会誌「友垣」発刊。
- 1966年（昭和41年）：在学生が日商簿記検定１級取得（本校初）。
- 1967年（昭和42年）：校訓「進取・協調・奉仕」制定。
- 1967年（昭和42年）：「図書館紀要」創刊号発刊[14]・「図書館講座」開始。
- 1968年（昭和43年）：創立記念日に「同窓生による講演会」開始。（第１回目の講師 栃木県議会議員 橋本雄飛太郎）
- 1987年（昭和62年）：第１回「栃商デパート」開催。[15]
- 1989年（平成元年）：商業科１学級（旧情報処理コース）を情報処理科へ転換。
- 1997年（平成 9年）：校花「椿の花」制定。
- 2017年（平成29年）：「創立100周年」記念式典挙行。

## 対外関係

### 大学等との協定
- 作新学院大学・作新学院大学女子短期大学部との高大連携協定：2018年（平成30年）6月11日締結[16]

- 白鷗大学との高大連携協定：2018年（平成30年）6月22日締結[17]

- 國學院大學栃木短期大学との高大連携協定：2019年（平成31年）1月17日締結

- 佐野日本大学短期大学との高大連携協定：締結

### その他機関・企業・団体等との協定
- 地域産業の活性化と競争力強化を図ることを目的とする「農・商・工」関係の市内企業や栃商などの教育機関、地域団体等の８団体による「栃木市農商工包括連携に関する協定」：2018年（平成30年）7月31日締結[18]

## 著名な出身者
経済界
- 松澤 志一 - コモディイイダ 元社長[19]

学者・士業・会計専門職
- 落合 稔 - 元明治大学大学院グローバル・ビジネス研究科(MBS)研究科長・教授[20][21]、明治大学名誉教授[22]
- 小野塚 久枝 - 元東京家政学院大学教授、青山学院大学経済学部講師（財政学及び租税）、税理士・行政書士[23]
- 近藤 義郎 - 考古学者。京都大学文学部卒業、元岡山大学文学部教授、岡山大学名誉教授[24]
- 中野幸次 - 哲学者・文学博士、昭和女子大学名誉教授[25][26]
- 栃木 敏明 - 元第二東京弁護士会会長・日本弁護士連合会副会長・関東弁護士会連合会理事長等歴任、旭日中綬章受章、弁護士[27]

スポーツ
- 三富恒雄 - 元プロ野球選手
- 田名網英二 - 元プロ野球選手
- 松本照夫 - 元プロ野球選手
- 早川和夫 - 元プロ野球選手

- 陣野瞳 - ハンドボール選手
- 永塚梓 - ハンドボール選手

芸術・文化・芸能
- 丸山暁鶴（まるやま・ぎょうかく） - 書家・篆刻家
- 関敬六 - コメディアン、俳優
- 阿久津加菜 - 声優
- 高田 よし子 - 小説家

教員
- 新村 武志 - 栃商卒業、元 栃商教員、 元 栃木県立佐野松桜高等学校教頭、公認会計士[28]

税務行政
- 元 関東信越国税局 栃木税務署長　福地 武司[29][30]、税理士

- 元 関東信越国税局 鹿沼税務署長　舘野　淳[29][31]